# Палац піонерів

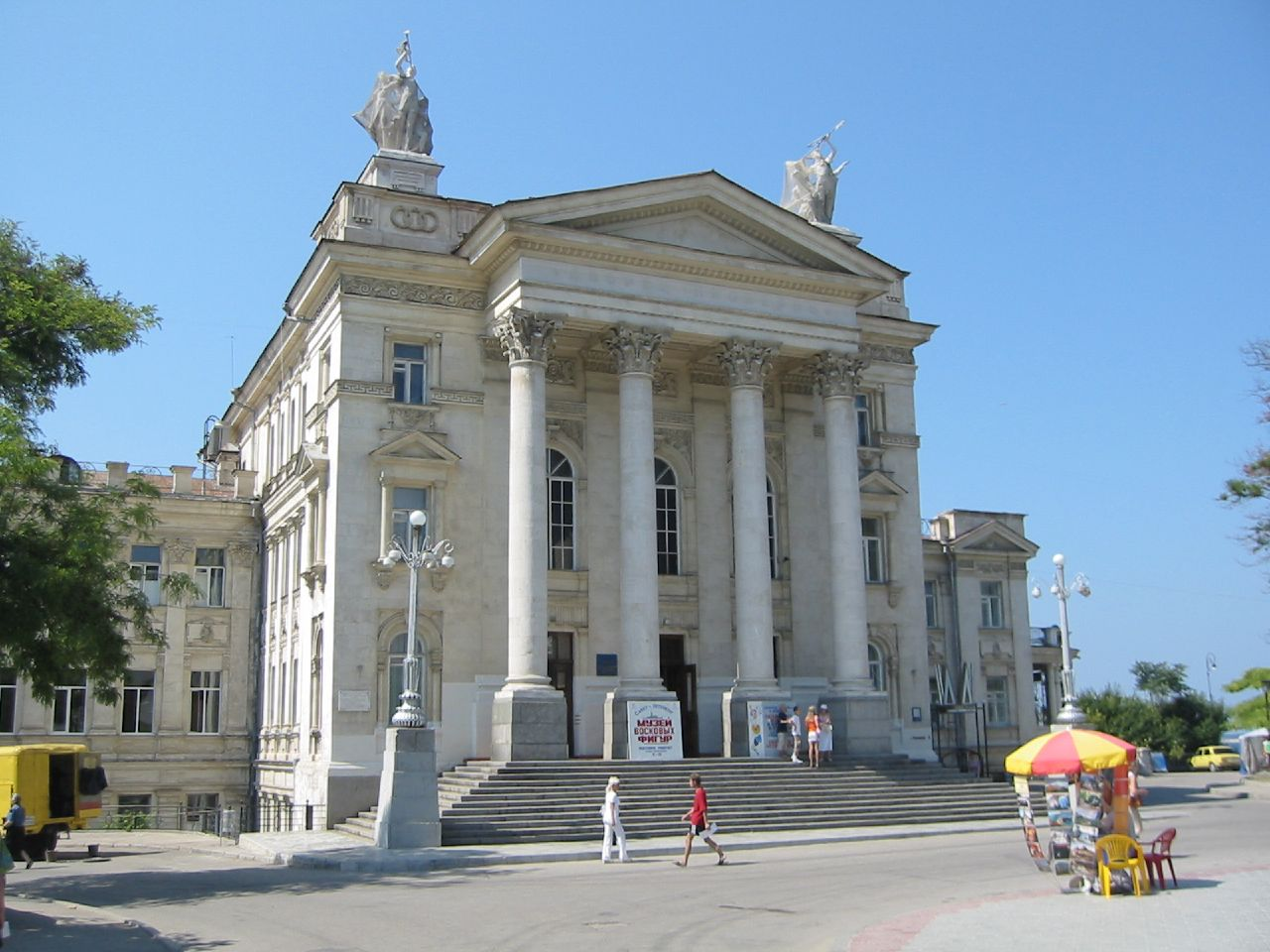
Палац піонерів в Севастополі

Палац піонерів — назва дитячого позашкільного закладу в СРСР. Палац дітей та юнацтва — сучасна українська назва. На базі палаців працюють дитячі гуртки, клуби і творчі колективи. Раніше діяла методична служба піонерської організації.

## Від будинків піонерів до палаців
Перший будинок піонерів відкрився 29 квітня 1923 року в Хамовницькому районі Москви на базі дитячого клубу «Трудова комуна». В 1920-і та 1930-і роки в Москві було продовжено створення подібних установ, число яких до 1939 року досягло тринадцяти.
Перший Палац піонерів і жовтенят був відкритий 6 вересня 1935 року в Харкові. В 1930-і роки палаци піонерів були відкриті і в інших містах.
До 1957 року в СРСР було відкрито 2153 палаци і будинки піонерів, а до кінця 1980-х років в СРСР працювало понад 3800 палаців і будинків піонерів.

## Реорганізація
В 1991 після розпаду СРСР і заборони КПРС, піонерська організація була розпущена, її майно конфісковане і перетворене в центри дитячої та юнацької творчості.
Після розпаду СРСР під палаци дитячої творчості також були виділені будови колишньої компартії. В окремих містах України на підтримку рішень про перерозподіл майна саме на користь дітей в цей час відбувались масові акції.

## Архітектура

Колишня сецесійна вілла Раймунда Яроша, згодом конфіскована радянською владою та перетворена на дрогобицький міський Палац піонерів, де навчали горністів та барабанщиків зі всіх шкіл Дрогобича. Тепер — власність педуніверситету.

На початку палаци піонерів розміщувалися, головним чином, в переобладнаних для цих цілей особняках і палацах аристократії, конфіскованих після революції, наприклад:
- Дворянське зібрання (Харків) — перший в СРСР Палац піонерів, відкритий в 1935 році, 31 грудня 1935 там пройшла перша в СРСР новорічна ялинка;
- Воронцовський палац (Одеса), відкритий 31 грудня 1936 року.

З середини 1930-х років також почалось будівництво нових палаців і будинків піонерів, які здебільшого наслідували форми палацової архітектури минулих епох. Лише з кінця 1950-х років з'явилися нові зразки цього типу будівель. Так, найбільший в СРСР Московський міський палац дитячої (юнацької) творчості на Ленінських горах був відкритий 1 червня 1962 року.
Структура палаців і будинків піонерів, складалася з окремих функціональних зон і груп приміщень відповідно до характеру проведеної роботи (політико-масової, юннатської, в області технічної та художньої творчості тощо). Планування прилеглої ділянки виконувалася з площею парадів, ігровими та спортивними майданчиками та іншими спорудами.

## Палаци піонерів в зарубіжних країнах
Досвід позашкільної освіти в СРСР також використовували в країнах соціалізму. Схожі палаци піонерів виникли у Східній Європі, КНДР, КНР і на Кубі.

## Цікаві факти
- В 2007 році одній з малих планет присвоєно найменування «Палац піонерів». Планету відкрито 11 вересня 1972 року Н. С. Черних в Кримській астрофізичній обсерваторії і зареєстровано в міжнародному каталозі під номером 22249, її діаметр близько 3 км, мінімальна відстань від Землі 109 млн км.

- В місті Миколаєві після заборони Компартії України проходила молодіжна акція та було встановлене наметове містечко, одна з вимог: перерозподіл будинку Політпросвіти під центр дитячої творчості.